# Striapchi

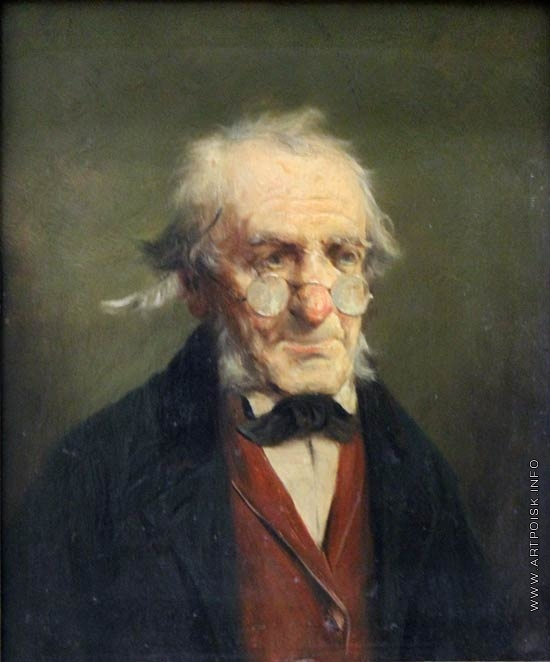
Vladímir Makovski, Striapchi, 1889. Museo Nacional de Artes de Bielorrusia.

Striapchi (del ruso: стря́пчий) o striapchei (стряпчей) fue un rango de funcionario en Rusia en los siglos XVI y siglo XVII.

## Zarato ruso
En el Zarato Ruso, en el siglo XVI y el XVIII, el striapchi era un criado cortesano, un servidor de palacio con un grado inferior al de stólnik. Los striapchi cumplían diversos encargos del zar, servían como voivodas de tropas y como policía, el striapchi con llave se encargaba del economato de palacio. Los striapchi hacían un juramento especial, teniendo que controlar que no se envenenasen los alimentos o vestimentas del zar.
El embajador moscovita en Venecia Iván Chemodánov los nombra junto a los stólnik y los nobles de Moscú (Dvorane moskóvskiye), a caballo de caballos argamak y armados con sables cuando le describe a Cosme de Médici en Florencia el ejército del zar en 1656.
Normalmente se escogía para este servicio a nobles y ciudadanos de Moscú. A los que provenían de otro origen se les denominaba striapchi de la vida. Los striapchi con vestido se encargaban de las necesidades de palacio: sillas, toallas, almohadas, etc. En 1616 había 55 striapchi con traje. El striapchi con llave tenía un rango mayor que el del stólnik y tenía que estar siempre a disposición del zar. En 1703 había dos, y más tarde serían sustituidos por el chambelán.
En 1686 en Moscú se contabilizaban 1 893 striapchi. En campaña, pues estaban obligados al servicio militar, estaban subordinados al stólnik, y en ocasiones formaban compañías separadas. Pedro I el Grande acabaría con el rango, aunque reaparecería en la reforma de 1775 con otras funciones.
Los striapchi de los palacios se encargaban de los residencias rurales.

## Imperio ruso
Entre 1775 y 1864 recibieron el nombre de striapchi algunos funcionarios de los juzgados como el fiscal asistente en los casos criminales. Se les encargó la protección legal de los intereses del Estado desde principios del siglo XIX, y la supervisión de las cárceles.
Desde 1832, el striapchi del tribunal era un intercesor de los asuntos privados en los tribunales comerciales. Tras la reforma del sistema judicial de 1864 sólo permaneció esta función del servicio.

## En otros países
Los textos rusos suelen usar el término striapchi para designar a funcionarios de tribunal con unas funciones similares en otros países, como por ejemplo, el solicitor británico.